# The Wolf Conservation Association
The Wolf Conservation Association asbl/vzw is een vereniging met een officiële erkenning van dierenpark omdat dit nodig is om bezoekers toe te laten in het wolvencentrum. The Wolf Conservation Association is geen dierenpark maar een organisatie die wolven beschermt en hun leefgebied (Dus de hele natuur) en heeft diverse doelstellingen geformuleerd:
1. Indien er plaats is, het opvangen van wolven (Canis Lupus)  ingevolge inbeslagnames, vrijwillige afstand van dierentuinen, dierenparken, privébezit etc.
2. Het verspreiden van de juiste informatie inzake wolven zowel in de natuur als in gevangenschap.
3. Het voorlichten van het publiek inzake de functie van de wolf in de natuur.